# جایزه بزرگ میامی
جایزه بزرگ میامی (به انگلیسی: Miami Grand Prix) یک جایزه بزرگ فرمول یک است که قرار است در مسابقات قهرمانی جهان فرمول یک سال ۲۰۲۲ شکل بگیرد. این مسابقات با قراردادی ده ساله در ورزشگاه هارد راک برگزار خواهد شد.

## تاریخچه
در سال ۲۰۱۸، پیشنهادی برای جایزه بزرگ میامی به عنوان یک دور مسابقات قهرمانی جهانی فرمول یک به شهر میامی ارائه شد، سال ۲۰۱۹ به عنوان اولین تاریخ برای مسابقه پیشنهاد شد. پس از پیچیدگی‌های ناشی از برنامه‌های ساخت و توسعه بندر میامی، پیشنهادی برای مسابقه در سال ۲۰۲۱ در ورزشگاه هارد راک ارائه شد. سپس مسیر مسابقه را از مرکز شهر به منطقه نزدیک استادیوم هارد راک و پارکینگ‌های مجاور آن منتقل کرد. این مسابقه به تقویم ۲۰۲۱ راه پیدا نکرد، زیرا فرمول یک برای افتتاحیه جایزه بزرگ عربستان سعودی یک مسابقه در یک پیست خیابانی در جده را انتخاب کرد. این رویداد قرار است بخشی از مسابقات فرمول یک فصل ۲۰۲۲ را تشکیل دهد و مسابقه در پیست اتومبیل‌رانی بین‌المللی میامی با قراردادی ده ساله برگزار شود. جایزه بزرگ قرار است در ۸ می برگزار شود.

## پیست
این پیست به‌طور خاص برای این رویداد طراحی شده‌است. چندین طرح مسیر پیشنهاد و آزمایش شده‌است. مالک استادیوم، استفن راس، چندین سال قبل از نهایی شدن در تلاش بود جایزه بزرگ میامی را برگزار کند.

## نام رسمی
- ۲۰۲۲: جایزه بزرگ میامی[۹]